# 末永統
末永 統（すえなが すばる、1981年 - ）は、日本の教育者・詩人。東京都出身。

## 来歴
城北中学校・高等学校、東京学芸大学卒業。
自身のデビュー作となる2004年に『発達障害児者の示す行動問題に対する介入効果におけるメタ分析』を執筆。2006年4月より、東京都立あきる野学園養護学校（現・東京都立あきる野学園）に就職し、2012年4月は東京都立八王子特別支援学校、2023年4月は東京都立羽村特別支援学校にそれぞれ異動している。

## 著書
- 『発達障害児者の示す行動問題に対する介入効果におけるメタ分析』2004
- 『発達障害児の行動問題に対する包括的な行動支援に関する研究-文脈適合性にかかる要因の検討から』2005
- 『行動問題を示す発達障害児に対する積極的行動支援-文脈適合性にかかる要因の検討を通じて』2006
- 『P1-31 行動問題を示す高機能広汎性発達障害児に対する自己記録の効果 1 (ポスター発表 1)』2007
- 『P1-32 行動問題を示す高機能広汎性発達障害児に対する自己記録の効果 2 (ポスター発表 1)』2007
- 『発達障害児者の行動問題から教育・福祉の充実を目指す PBS (1): 制約のある環境からサービス向上への転換 (自主シンポジウム 43, 日本特殊教育学会第 45 回大会シンポジウム報告)』2008
- 『発達障害児の行動問題と競合する適応行動に対する自己管理手続きの検討』2012
- 『広汎性発達障害児が示す暴力・暴言・物壊しの低減を目指した自己記録を中心とした介入パッケージ』2013
- 『行動問題を示す知的障害児に対する Positive Behavior Support―支援計画の実行に係る要因に関する分析―』2015
- 『行動問題を示す発達障害児者に対する研究の動向: 望ましい行動の随伴性を中心に』2015
- 『行動問題を示す自閉症児に対する望ましい行動の促進』2017
- 『特別支援学校に在籍する自閉症児における指示への応答行動の促進 消去を組み合わせない分化強化手続きの効果の検討』2021
- 『知的障害特別支援学校における応用行動分析学に関する教員研修の実践: 大学と連携した取り組み』2023